# 8833 Acer
8833 Acer eller 1989 RW är en asteroid i huvudbältet som upptäcktes den 3 september 1989 av den belgiske astronomen Eric W. Elst vid Haute-Provence-observatoriet. Den är uppkallad efter Lönnsläktet.
Asteroiden har en diameter på ungefär 12 kilometer.